# Porcellio hoffmannseggii
Porcellio hoffmannseggii är en kräftdjursart som beskrevs av Brandt 1833. Porcellio hoffmannseggii ingår i släktet Porcellio och familjen Porcellionidae.

## Underarter
Arten delas in i följande underarter:
- P. h. hoffmannseggii
- P. h. nemethi
- P. h. sordidus
- P. h. tamarisis